# Joe Farrell
Joe Farrell (rodným jménem Joseph Carl Firrantello; 16. prosince 1937 Chicago Heights, Illinois, USA – 10. ledna 1986 Los Angeles, Kalifornie, USA) byl americký jazzový saxofonista a flétnista. Ve svých jedenácti letech začal hrát na klarinet. V letech 1972–1973 byl členem skupiny Return to Forever klavíristy Chicka Corey. Rovněž hrál na Coreových sólových albech a spolupracoval i s dalšími hudebníky, mezi které patří Elvin Jones, Billy Cobham, Patti Austin, Lalo Schifrin, Lou Donaldson, George Benson nebo Maynard Ferguson. První album pod svým jménem nazvané Joe Farrell Quartet vydal v roce 1970 a doprovázeli jej na něm Chick Corea (klavír), Dave Holland (kontrabas), Jack DeJohnette (bicí) a John McLaughlin (kytara).